# والتر إف. ستون
والتر إف. ستون (بالإنجليزية: Walter F. Stone) هو محامي وقاضي أمريكي، ولد في 18 نوفمبر 1822 في ووستير في الولايات المتحدة، وتوفي في 13 ديسمبر 1874 في أوكلاند في الولايات المتحدة.